# Episodi de L'allegra banda di Nick (prima stagione)
La prima stagione della serie televisiva L'allegra banda di Nick è stata trasmessa in anteprima in Canada dalla CBC Television tra il 1º ottobre 1972 e il 15 aprile 1973.
| nº | Titolo originale | Titolo italiano | Prima TV Canada  | Prima TV Italia |
| -- | ---------------- | --------------- | ---------------- | --------------- |
| 0  | Jesse's Car      |                 | 1º ottobre 1972  |                 |
| 1  | Partners         |                 | 1º ottobre 1972  |                 |
| 2  | Molly's Reach    |                 | 8 ottobre 1972   |                 |
| 3  | Jet Boat         |                 | 15 ottobre 1972  |                 |
| 4  | Independence Day |                 | 22 ottobre 1972  |                 |
| 5  | Boomsticks       |                 | 5 novembre 1972  |                 |
| 6  | The Search       |                 | 12 novembre 1972 |                 |
| 7  | Highliners       |                 | 19 novembre 1972 |                 |
| 8  | Totem            |                 | 26 novembre 1972 |                 |
| 9  | Clamdigger       |                 | 3 dicembre 1972  |                 |
| 10 | Investigators    |                 | 10 dicembre 1972 |                 |
| 11 | Gravel Pit       |                 | 17 dicembre 1972 |                 |
| 12 | Easy Day         |                 | 24 dicembre 1972 |                 |
| 13 | Potlatch         |                 | 31 dicembre 1972 |                 |
| 14 | Sidewinder       |                 | 7 gennaio 1973   |                 |
| 15 | The Evil Eye     |                 | 14 gennaio 1973  |                 |
| 16 | Wharf Rats       |                 | 21 gennaio 1973  |                 |
| 17 | Truck Logger     |                 | 4 febbraio 1973  |                 |
| 18 | Welcome Island   |                 | 11 febbraio 1973 |                 |
| 19 | Sadie            |                 | 18 febbraio 1973 |                 |
| 20 | Prairie Sailor   |                 | 25 febbraio 1973 |                 |
| 21 | Relic's Revenge  |                 | 4 marzo 1973     |                 |
| 22 | Hole in Three    |                 | 11 marzo 1973    |                 |
| 23 | Wolfman          |                 | 18 marzo 1973    |                 |
| 24 | Pool Shark       |                 | 25 marzo 1973    |                 |
| 25 | Dynamite Jim     |                 | 1º aprile 1973   |                 |
| 26 | Sea Cavalcade    |                 | 15 aprile 1973   |                 |